# Say My Name (David Guetta, Bebe Rexha e J Balvin)
Say My Name è un singolo del DJ e produttore musicale francese David Guetta, della cantautrice statunitense Bebe Rexha e del cantante colombiano J Balvin, pubblicato il 26 ottobre 2018 come nono estratto dal settimo album in studio di David Guetta 7.

## Antefatti
È stato riportato da Spotify Latin America nel luglio 2018 che Guetta avrebbe pubblicato una collaborazione con Demi Lovato e J Balvin nel corso del mese, ma il manager di Guetta Jean-Charles Carre ha annunciato su Instagram che la canzone non sarebbe stata pubblicata, e Guetta ha invece pubblicato Don't Leave Me Alone con Anne-Marie. Il mese seguente, Guetta ha annunciato il suo album 7 e la canzone contenuta nella tracklist come collaborazione con Bebe Rexha e Balvin.

## Descrizione
Il brano, scritto da David Guetta, Giorgio Tuinfort, Boaz van der Beatz, José Balvin, Alejandro Ramirez, Thomas Troelsen, Emily Warren Schwartz, Britt Burton, Philip Leigh e Matt Holmes, si tratta di un brano moombahton suonato in chiave di Si bemolle minore a tempo di 95 battiti al minuto.
Rexha ha detto riguardo alla canzone: "David ed io abbiamo avuto molto successo con Hey Mama, ma era un periodo strano perché ero stata accreditata nella canzone senza essere molto conosciuta, quindi è stato bello avere un'altra canzone con lui e tutto è ricominciato dall'inizio."

## Video musicale
Il 26 ottobre 2018 è stato pubblicato su YouTube un lyric video del brano.

## Esibizioni dal vivo
Rexha si è esibita con Say My Name e Hey Mama il 10 novembre 2018 agli NRJ Music Awards e il 2 novembre 2018 ai Los 40 Music Awards in un medley insieme ad Anne-Marie con Don't Leave Me Alone.

## Classifiche
| Classifica (2018-19)           | Posizione massima |
| ------------------------------ | ----------------- |
| Australia                      | 70                |
| Austria                        | 67                |
| Belgio (Vallonia)              | 24                |
| Canada                         | 72                |
| Finlandia                      | 13                |
| Germania                       | 71                |
| Irlanda                        | 58                |
| Lussemburgo                    | 5                 |
| Paesi Bassi                    | 77                |
| Portogallo                     | 73                |
| Regno Unito                    | 91                |
| Repubblica Ceca                | 84                |
| Spagna                         | 60                |
| Stati Uniti (dance/electronic) | 24                |
| Svezia                         | 30                |